# R 12 (sommergibile Italia)
L'R 12 è stato un sommergibile della Regia Marina.

## Storia
Appartenente alla classe R, alla proclamazione dell'armistizio si trovava ancora in costruzione.
Catturato dai tedeschi, la costruzione proseguì per la Kriegsmarine, che abbisognava di grossi sommergibili da trasporto; i lavori proseguirono però con estrema lentezza, mancando i materiali necessari. All'unità fu assegnato il nuovo nominativo di U. IT. 3.
Il varo ebbe luogo solo il 29 settembre 1944, ad oltre un anno dall'impostazione. Il sommergibile fu completato, ma non divenne mai operativo.
Nell'aprile fu affondato all'altezza della diga Est del porto della Spezia dai tedeschi in ritirata.
Il relitto fu recuperato nel 1946 e riparato, venendo impiegato come bettolina combustibili con contrassegno GR 523. Fu impiegato prima a La Spezia, poi a Venezia ed infine ad Ancona.
Nel 1954 fu impiegato come scenografia (nelle acque antistanti La Spezia) per alcune scene del film di guerra “La grande speranza” (venduto, negli Stati Uniti ed in Inghilterra, rispettivamente come “Submarine Attack” e “Torpedo Zone”) subendo alcune modifiche (tra cui l'installazione di un finto cannone) per farlo apparire simile ad un sommergibile d'attacco.
Nel 1978 fu demolito.
Latorretta dell’R 12, salvata dalla demolizione, fu acquistata dall'ANMI di Ortona e divenne un monumento ai caduti del mare in tale città.
Intorno a metà anni '90 una frana danneggiò il basamento, per cui la torretta fu accantonata in un cantiere FS; lavori al tratto di strada ove si trovava eliminarono la sua rotonda, rendendo impossibile la sua ricollocazione.
Al centro di polemiche e di una complessa vicenda burocratica, la torretta dell’R 12 è rimasta abbandonata nel cantiere FS di Ortona in pessime condizioni fino al 23 febbraio 2011 quando, caricata su un autoarticolato, è partita alla volta di Monfalcone (GO) ove è poi stata restaurata e quindi esposta in occasione di una mostra tenutasi dal 12 al 19 marzo 2011 in occasione del primo raduno nazionale dei sommergibilisti italiani.
Prese parte alla parata militare a Roma del 2 giugno nel 2011.
Il 20 giugno 2016 la torretta è stata trasferita presso il cantiere Gallinaro di Gaeta (Lt) per ulteriori lavori. A Gaeta la torretta viene inaugurata a monumento al sommergibilista il 22/04/2017